# Asahi Sasaki
Asahi Sasaki (japanisch 佐々木 旭 Sasaki Asahi; * 26. Januar 2000 in der Präfektur Saitama) ist ein japanischer Fußballspieler.

## Karriere
Asahi Sasaki erlernte das Fußballspielen in der Schulmannschaft der Saitama Heisei High School sowie in der Universitätsmannschaft der Ryūtsū-Keizai-Universität. Seinen ersten Profivertrag unterschrieb er am 1. Februar 2022 bei Kawasaki Frontale. Der Verein aus Kawasaki, einer Stadt in der Präfektur Kanagawa, spielte in der ersten japanischen Liga. Sein Erstligadebüt gab Asahi Sasaki am 23. Februar 2022 im Auswärtsspiel gegen die Yokohama F. Marinos. Hier wurde er in der 79. Minute für Kyōhei Noborizato eingewechselt. Yokohama gewann das Spiel 4:2. Sein erstes Tor im Profifußball schoss er am 26. Februar 2022 im Auswärtsspiel bei den Kashima Antlers. Hier schoss er in der 17. Minute das Tor zum 2:0 Endstand. In der 75. Minute musste er das Spielfeld verletzt verlassen und wurde durch Kyōhei Noborizato ersetzt. Am 3. Mai 2025 stand er mit Frontale im Finale der AFC Champions League Elite. Hier musste man sich jedoch dem saudi-arabischen Vertreter al-Ahli mit 2:0 geschlagen geben.

## Erfolge
Kawasaki Frontale
- AFC Champions League Elite-Finalist: 2024/25